# Алтынтобе (городище, Казыгуртский район)
Алтынтобе (каз. Алтынтөбе) — средневековое городище X—XVI веков в Казыгуртском районе Туркестанской области Казахстана. Расположено на северной окраине села Каржан, на левом берегу реки Каржансу. Открыто и исследовано археологической экспедицией под руководством А. Н. Подушкина в 1982 году. В 1992 исследовано археологическим отрядом Туркестанской экспедиции. Центральный бугор имеет квадратную форму и опоясан рвом. Высота 13—15 м, основание 100×120 м, верхняя часть — 40×50 м. С юго-востока прилегает площадка (140×80 м), с трёх сторон окружённая оборонительным валом. Восточная часть Алтынтобе круто обрывается к реке Каржансу. Следы застроек в виде земляных холмов. При раскопках найдены кувшины, керамические сосуды, чаши с орнаментами. Городище располагалось на Великом шёлковом пути.